# Fredrika Charlotta av Preussen
Fredrika Charlotta av Preussen, född 7 maj 1767, död 6 augusti 1820, var en brittisk prinsessa (hertiginna av York och Albany); gift 1791 med den brittiske prinsen Fredrik, hertig av York och Albany. Hon var dotter till kung Fredrik Vilhelm II av Preussen och Elisabet Kristina av Braunschweig.

## Biografi
Fredrika Charlotta blev, efter att hennes mor fängslats för äktenskapsbrott, uppfostrad av sin mormor och styvmor. 
Hon blev 29 september 1791 vigd i Berlin med den brittiske prins Fredrik, hertig av York och Albany, i ett dubbelbröllop där brudens syster Wilhelmina samtidigt gifte sig med prinsen av Oranien. Fredrika hade lärt känna Fredrik tio år tidigare, och han hade utryckt intresse under sin vistelse i Berlin 1791. 
Att Fredrik gifte sig före sin bror tronföljaren var ovanligt, men hans äldre bror prinsen av Wales var vid denna tid involverad i ett hemligt äktenskap med tveksam legitimitet med Maria Fitzherbert, något som hade väckt konflikt med hans föräldrar, och hans äktenskapliga status var oklar. 
Hon mottog ett entusiastiskt välkomnande vid sin ankomst i London i november 1791, och efter ännu en vigsel på Buckingham Palace bosatte sig paret på Oatlands Park i Weybridge. Hon beskrivs som intelligent och sofistikerad och blev omtyckt av sin makes föräldrar och syskon, och hennes äldsta svägerska beskrev henne som en "charmerande liten kvinna".
Det var ursprungligen tänkt att det var Fredrika och Fredrik som skulle åstadkomma en tronarvinge, eftersom den dåvarande brittiske tronföljaren, den blivande George IV, var hemligt och illegalt gift med Maria Fitzherbert och inte ville ingå ett arrangerat dynastiskt äktenskap.   
Efter tre år blev det dock uppenbart att makarna aldrig skulle få några barn, och det var därför, i kombination med att parlamentet skulle gå med på att betala hans skulder om han gifte sig, som tronföljaren år 1794 gick med på gifta sig. Fredrika separerade från maken, som hade andra förhållanden; från 1803 med Mary Anne Clarke. 
Hon bodde ensam kvar på Oatlands Park, där hon levde ett excentriskt liv. Hennes relation till maken var efter separationen respektfull, men det var aldrig tal om att inleda ett förhållande mellan dem. Hon dog barnlös. Fredrika Charlotta beskrivs som intelligent och välinformerad. Hon skall ha tyckt om sällskapsliv och umgåtts på ett informellt men värdigt sätt, och varit uppriktigt omtyckt. 
Hon bedrev ett livligt umgängesliv på Oatlands, där spel med höga insatser ska ha förekommit, och tyckte också mycket om djur; katter, hundar och apor. Hennes svärfar anmärkte en gång: "Känslor måste grunda sig i något, och finns det inga barn blir djur objekten." Maken skall dock ha varit sorgsen vid hennes död och varit noga med att föreskrifterna i hennes testamente blev åtföljda.